# Blaise-sous-Arzillières
Blaise-sous-Arzillières és un municipi francès, situat al departament del Marne i a la regió del Gran Est. L'any 2007 tenia 354 habitants.

## Demografia

### Població
El 2007 la població de fet de Blaise-sous-Arzillières era de 354 persones. Hi havia 146 famílies, de les quals 32 eren unipersonals (4 homes vivint sols i 28 dones vivint soles), 47 parelles sense fills, 55 parelles amb fills i 12 famílies monoparentals amb fills.
La població ha evolucionat segons el següent gràfic:
Habitants censats

### Habitatges
El 2007 hi havia 151 habitatges, 145 eren l'habitatge principal de la família, 1 era una segona residència i 5 estaven desocupats. 141 eren cases i 9 eren apartaments. Dels 145 habitatges principals, 101 estaven ocupats pels seus propietaris, 42 estaven llogats i ocupats pels llogaters i 2 estaven cedits a títol gratuït; 3 tenien dues cambres, 27 en tenien tres, 48 en tenien quatre i 67 en tenien cinc o més. 135 habitatges disposaven pel capbaix d'una plaça de pàrquing. A 69 habitatges hi havia un automòbil i a 62 n'hi havia dos o més.

### Piràmide de població
La piràmide de població per edats i sexe el 2009 era:
| Homes | Edats   | Dones |
| ----- | ------- | ----- |
| 0     | 95 o +  | 0     |
| 0     | 90 a 94 | 0     |
| 0     | 85 a 89 | 12    |
| 4     | 80 a 84 | 0     |
| 0     | 75 a 79 | 4     |
| 8     | 70 a 74 | 4     |
| 12    | 65 a 69 | 16    |
| 8     | 60 a 64 | 8     |
| 20    | 55 a 59 | 20    |
| 12    | 50 a 54 | 20    |
| 16    | 45 a 49 | 4     |
| 16    | 40 a 44 | 12    |
| 8     | 35 a 39 | 16    |
| 20    | 30 a 34 | 4     |
| 8     | 25 a 29 | 8     |
| 4     | 20 a 24 | 8     |
| 16    | 15 a 19 | 8     |
| 20    | 10 a 14 | 8     |
| 8     | 5 a 9   | 12    |
| 8     | 0 a 4   | 8     |

## Economia
El 2007 la població en edat de treballar era de 244 persones, 169 eren actives i 75 eren inactives. De les 169 persones actives 150 estaven ocupades (89 homes i 61 dones) i 19 estaven aturades (6 homes i 13 dones). De les 75 persones inactives 32 estaven jubilades, 15 estaven estudiant i 28 estaven classificades com a «altres inactius».

### Ingressos
El 2009 a Blaise-sous-Arzillières hi havia 147 unitats fiscals que integraven 338,5 persones, la mediana anual d'ingressos fiscals per persona era de 16.521 €.

### Activitats econòmiques
Dels 12 establiments que hi havia el 2007, 1 era d'una empresa extractiva, 1 d'una empresa de fabricació d'altres productes industrials, 2 d'empreses de construcció, 2 d'empreses de comerç i reparació d'automòbils, 1 d'una empresa de transport, 2 d'empreses d'hostatgeria i restauració, 1 d'una empresa financera i 2 d'empreses de serveis.
Dels 4 establiments de servei als particulars que hi havia el 2009, 2 eren electricistes i 2 restaurants.
L'únic establiment comercial que hi havia el 2009 era una botiga de roba.

## Poblacions més properes
El següent diagrama mostra les poblacions més properes.